# Levantská armáda

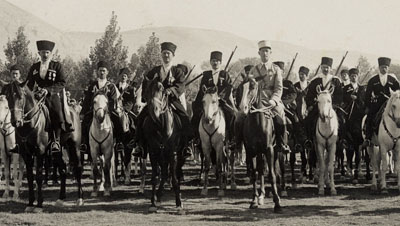
Čerkeská jízda Levantské armády s francouzským důstojníkem Philibertem Colletem

Levantská armáda (francouzsky l'armée du Levant) byla francouzská armáda v Levantě mezi koncem první světové války a koncem druhé světové války. Rekrutovala se z části z obyvatelstva Levanty. Bojovala vítězně ve francouzsko-syrské válce.
Po pádu Francie 22. června 1940 vojska v Levantě zůstala na straně vichistického režimu vedeného maršálem Philippe Pétainem. V roce 1941 provedli Britové a Svobodní Francouzi spolu s dalšími spojenci operaci Exporter a v rámci Syrsko-Libanonské kampaně zaútočili na Levantskou armádu z Britského mandátního území v Palestině a z Iráku nedávno obsazeného během anglo-irácké války.